# Methylacrylaat
Methylacrylaat is een organische verbinding met als brutoformule C4H6O2. Het is een zeer ontvlambare en vluchtige kleurloze vloeistof met een scherpe geur. De stof wordt in de chemische sector gebruikt bij synthese van polyamidoamines.

## Toxicologie en veiligheid
De stof is extreem toxisch en kan uit zichzelf polymeriseren ten gevolge van verwarming, onder invloed van licht en bij contact met peroxiden. Ze reageert hevig met sterke zuren, sterke basen en sterk oxiderende stoffen, met kans op brand en ontploffing. Methylacrylaat is giftig voor waterorganismen en kan serieuze schade berokkenen aan het milieu.